# 다중불해산죄
다중불해산죄(多衆不解散罪)는 폭행·협박 또는 손괴의 행위를 할 목적으로 다중이 집합하여 그를 단속할 권한이 있는 공무원으로부터 3회 이상의 해산명령을 받고 해산하지 아니하는 죄. 2년 이하의 징역이나 금고 또는 300만원 이하의 벌금에 처한다(형법 116조). 소요죄에 이르는 과정을 독립된 구성요건으로 규정한 것이다. 집합한 다중이 나아가 폭행·협박·손괴의 행위를 한 경우에는 소요죄가 성립하며, 본죄는 이에 흡수된다. 목적범이고 진정부작위범이다.